# Electromagnetisme clàssic i relativitat especial
La teoria de la relativitat especial té un paper important en la teoria moderna de l'electromagnetisme clàssic. Ofereix fórmules de com els objectes electromagnètics, en particular els camps elèctrics i magnètics, s'alteren sota una transformació de Lorentz d'un marc de referència inercial a un altre. Il·lumina la relació entre electricitat i magnetisme, mostrant que el marc de referència determina si una observació segueix lleis elèctriques o magnètiques. Motiva una notació compacta i convenient per a les lleis de l'electromagnetisme, és a dir, la forma de tensor "manifestament covariant".

Augment de Lorentz d'una càrrega elèctrica. A dalt: la càrrega està en repòs al fotograma F, de manera que aquest observador veu un camp elèctric estàtic. Un observador en un altre marc F ′ es mou amb velocitat v respecte a F, i veu la càrrega moure's amb velocitat −v amb un camp elèctric E alterat a causa de la contracció de la longitud i un camp magnètic B a causa del moviment de la càrrega. A baix: configuració similar, amb la càrrega en repòs al fotograma F ′.

Les equacions de Maxwell, quan es van enunciar per primera vegada en la seva forma completa el 1865, resultarien ser compatibles amb la relativitat especial. A més, les aparents coincidències en les quals es va observar el mateix efecte a causa de fenòmens físics diferents per part de dos observadors diferents es demostraria que no són gens casuals per la relativitat especial. De fet, la meitat del primer article d'Einstein de 1905 sobre relativitat especial, "Sobre l'electrodinàmica dels cossos en moviment", explica com transformar les equacions de Maxwell.

## Transformació dels camps entre marcs inercials

### Els camps E i B
Aquesta equació considera dos marcs inercials. El marc cebat es mou en relació al marc no cebat a la velocitat v. Els camps definits en el marc inicial s'indiquen amb nombres primers, i els camps definits en el marc sense imprimació no tenen nombres primers. Les components del camp paral·leles a la velocitat v es denoten amb {\displaystyle \mathbf {E} _{\parallel }} i {\displaystyle \mathbf {B} _{\parallel }} mentre que les components del camp perpendiculars a v es denoten com {\displaystyle \mathbf {E} _{\perp }} i {\displaystyle \mathbf {B} _{\perp }}. En aquests dos fotogrames que es mouen a velocitat relativa v, els camps E i els camps B estan relacionats per:
{\displaystyle {\begin{aligned}\mathbf {E_{\parallel }} '&=\mathbf {E_{\parallel }} \\\mathbf {B_{\parallel }} '&=\mathbf {B_{\parallel }} \\\mathbf {E_{\bot }} '&=\gamma \left(\mathbf {E} _{\bot }+\mathbf {v} \times \mathbf {B} \right)\\\mathbf {B_{\bot }} '&=\gamma \left(\mathbf {B} _{\bot }-{\frac {1}{c^{2}}}\mathbf {v} \times \mathbf {E} \right)\end{aligned}}}
on
{\displaystyle \gamma \ {\overset {\underset {\mathrm {def} }{}}{=}}\ {\frac {1}{\sqrt {1-v^{2}/c^{2}}}}}
s'anomena factor de Lorentz i c és la velocitat de la llum a l'espai lliure. Les equacions anteriors estan en SI. En CGS aquestes equacions es poden derivar substituint {\displaystyle {\frac {1}{c^{2}}}} amb {\displaystyle {\frac {1}{c}}}, i {\displaystyle v\times B} amb {\displaystyle {\frac {1}{c}}v\times B}, excepte {\displaystyle \gamma }. factor de Lorentz ( {\displaystyle \gamma } ) és el mateix en ambdós sistemes. Les transformacions inverses són les mateixes excepte v → −v.
Una expressió alternativa equivalent és:
{\displaystyle {\begin{aligned}\mathbf {E} '&=\gamma \left(\mathbf {E} +\mathbf {v} \times \mathbf {B} \right)-\left({\gamma -1}\right)(\mathbf {E} \cdot \mathbf {\hat {v}} )\mathbf {\hat {v}} \\\mathbf {B} '&=\gamma \left(\mathbf {B} -{\frac {\mathbf {v} \times \mathbf {E} }{c^{2}}}\right)-\left({\gamma -1}\right)(\mathbf {B} \cdot \mathbf {\hat {v}} )\mathbf {\hat {v}} \end{aligned}}}
on {\displaystyle \mathbf {\hat {v}} ={\frac {\mathbf {v} }{\Vert \mathbf {v} \Vert }}} és el vector unitat de velocitat. Amb les anotacions anteriors, en realitat ho té {\displaystyle (\mathbf {E} \cdot \mathbf {\hat {v}} )\mathbf {\hat {v}} =\mathbf {E} _{\parallel }} i {\displaystyle (\mathbf {B} \cdot \mathbf {\hat {v}} )\mathbf {\hat {v}} =\mathbf {B} _{\parallel }}.
Component per component, per al moviment relatiu al llarg de l'eix x {\displaystyle \mathbf {v} =(v,0,0)}, això resulta ser el següent:
{\displaystyle {\begin{aligned}E'_{x}&=E_{x}&\qquad B'_{x}&=B_{x}\\E'_{y}&=\gamma \left(E_{y}-vB_{z}\right)&B'_{y}&=\gamma \left(B_{y}+{\frac {v}{c^{2}}}E_{z}\right)\\E'_{z}&=\gamma \left(E_{z}+vB_{y}\right)&B'_{z}&=\gamma \left(B_{z}-{\frac {v}{c^{2}}}E_{y}\right).\\\end{aligned}}}
Si un dels camps és zero en un marc de referència, això no vol dir necessàriament que sigui zero en tots els altres marcs de referència. Això es pot veure, per exemple, fent zero el camp elèctric no cebat en la transformació al camp elèctric cebat. En aquest cas, depenent de l'orientació del camp magnètic, el sistema cebat podria veure un camp elèctric, tot i que no n'hi ha cap al sistema sense imprimació.
Això no vol dir que es veuen dos conjunts d'esdeveniments completament diferents en els dos fotogrames, sinó que la mateixa seqüència d'esdeveniments es descriu de dues maneres diferents (vegeu el problema de l'imant i el conductor en moviment a continuació).
Si una partícula de càrrega q es mou amb la velocitat u respecte al sistema S, aleshores la força de Lorentz al sistema S és:
{\displaystyle \mathbf {F} =q\mathbf {E} +q\mathbf {u} \times \mathbf {B} }
En el marc S', la força de Lorentz és:
{\displaystyle \mathbf {F'} =q\mathbf {E'} +q\mathbf {u'} \times \mathbf {B'} }
Aquí es dóna una derivació per a la transformació de la força de Lorentz per al cas particular u = 0. Un de més general es pot veure aquí.

Les transformacions d'aquesta forma es poden fer més compactes introduint el tensor electromagnètic (definit a continuació), que és un tensor covariant.

### Els camps D i H
Per al desplaçament elèctric D i la intensitat magnètica H, utilitzant les relacions constitutives i el resultat per a c2:
{\displaystyle \mathbf {D} =\epsilon _{0}\mathbf {E} \,,\quad \mathbf {B} =\mu _{0}\mathbf {H} \,,\quad c^{2}={\frac {1}{\epsilon _{0}\mu _{0}}}\,,}
dóna
{\displaystyle {\begin{aligned}\mathbf {D} '&=\gamma \left(\mathbf {D} +{\frac {1}{c^{2}}}\mathbf {v} \times \mathbf {H} \right)+(1-\gamma )(\mathbf {D} \cdot \mathbf {\hat {v}} )\mathbf {\hat {v}} \\\mathbf {H} '&=\gamma \left(\mathbf {H} -\mathbf {v} \times \mathbf {D} \right)+(1-\gamma )(\mathbf {H} \cdot \mathbf {\hat {v}} )\mathbf {\hat {v}} \end{aligned}}}
De manera anàloga per a E i B, la D i la H formen el tensor de desplaçament electromagnètic.